# Salinon

Le salinon (rouge) et le cercle (bleu) ont la même surface.

Salinon est le nom donné par Archimède (287-212 av. J.-C.) à une aire comprise entre quatre demi-circonférences tangentes deux à deux.